# Trevor Daley
Trevor Daley, född 9 oktober 1983 i Toronto, Ontario, är en kanadensisk professionell ishockeyspelare som spelar för det amerikanska ishockeylaget Pittsburgh Penguins i NHL. Han har tidigare spelat för Dallas Stars och Chicago Blackhawks.
Daley, som är back, valdes av Dallas Stars som 43:e spelare totalt i NHL-draften 2002.

## Statistik

### Klubbkarriär
| 1999–00    | Sault Ste. Marie Greyhounds | OHL        | 54  | 16 | 30  | 46  | 77  | 15 | 3 | 7 | 10 | 12 |
| 2000–01    | Sault Ste. Marie Greyhounds | OHL        | 58  | 14 | 27  | 41  | 105 | —  | — | — | —  | —  |
| 2001–02    | Sault Ste. Marie Greyhounds | OHL        | 47  | 9  | 39  | 48  | 38  | 6  | 2 | 2 | 4  | 4  |
| 2002–03    | Sault Ste. Marie Greyhounds | OHL        | 57  | 20 | 33  | 53  | 128 | 1  | 0 | 0 | 0  | 2  |
| 2003–04    | Utah Grizzlies              | AHL        | 40  | 8  | 6   | 14  | 76  | —  | — | — | —  | —  |
| 2003–04    | Dallas Stars                | NHL        | 27  | 1  | 5   | 6   | 14  | 1  | 0 | 0 | 0  | 0  |
| 2004–05    | Hamilton Bulldogs           | AHL        | 78  | 7  | 27  | 34  | 109 | 4  | 0 | 1 | 1  | 2  |
| 2005–06    | Dallas Stars                | NHL        | 81  | 3  | 11  | 14  | 87  | 3  | 0 | 0 | 0  | 0  |
| 2006–07    | Dallas Stars                | NHL        | 74  | 4  | 8   | 12  | 63  | 7  | 1 | 0 | 1  | 4  |
| 2007–08    | Dallas Stars                | NHL        | 82  | 5  | 19  | 24  | 85  | 18 | 1 | 0 | 1  | 20 |
| 2008–09    | Dallas Stars                | NHL        | 75  | 7  | 18  | 25  | 73  | —  | — | — | —  | —  |
| 2009–10    | Dallas Stars                | NHL        | 77  | 6  | 16  | 22  | 25  | —  | — | — | —  | —  |
| 2010–11    | Dallas Stars                | NHL        | 82  | 8  | 19  | 27  | 34  | —  | — | — | —  | —  |
| 2011–12    | Dallas Stars                | NHL        | 79  | 4  | 21  | 25  | 42  | —  | — | — | —  | —  |
| 2012–13    | Dallas Stars                | NHL        | 44  | 4  | 9   | 13  | 14  | —  | — | — | —  | —  |
| 2013–14    | Dallas Stars                | NHL        | 67  | 9  | 16  | 25  | 38  | 6  | 2 | 3 | 5  | 16 |
| 2014–15    | Dallas Stars                | NHL        | 68  | 16 | 22  | 38  | 34  | —  | — | — | —  | —  |
| OHL totalt | OHL totalt                  | OHL totalt | 216 | 59 | 129 | 188 | 348 | 22 | 5 | 9 | 14 | 18 |
| NHL totalt | NHL totalt                  | NHL totalt | 756 | 67 | 164 | 231 | 509 | 35 | 4 | 3 | 7  | 40 |

### Internationellt
| År            | Lag           | Turnering     | Matcher | Mål | Assist | Poäng | Utv |
| ------------- | ------------- | ------------- | ------- | --- | ------ | ----- | --- |
| 2006          | Kanada        | VM            | 7       | 0   | 1      | 1     | 10  |
| Senior totalt | Senior totalt | Senior totalt | 7       | 0   | 1      | 1     | 10  |